# Challenger de Canberra 2017

El torneo Canberra Challenger 2017 fue un torneo profesional de tenis. Pertenece al ATP Challenger Series 2017. Se disputó su 2.ª edición sobre superficie dura, en Canberra, Australia entre el 9 al el 14 de enero de 2017.

## Jugadores participantes del cuadro de individuales
| Favorito | País                 | Jugador               | Rank1 | Posición en el torneo |
| -------- | -------------------- | --------------------- | ----- | --------------------- |
| 1        | Bandera de Alemania  | Jan-Lennard Struff    | 63    | FINAL                 |
| 2        | Bandera de Austria   | Gerald Melzer         | 68    | Segunda ronda         |
| 3        | Bandera de Francia   | Pierre-Hugues Herbert | 78    | Segunda ronda         |
| 4        | Bandera de Argentina | Renzo Olivo           | 83    | Segunda ronda         |
| 5        | Bandera de Rusia     | Konstantin Kravchuk   | 85    | Cuartos de final      |
| 6        | Bandera de Bélgica   | Steve Darcis          | 86    | Semifinales           |
| 7        | Bandera de Argentina | Carlos Berlocq        | 95    | Cuartos de final      |
| 8        | Bandera de Israel    | Dudi Sela             | 96    | CAMPEÓN               |

- 1 Se ha tomado en cuenta el ranking del 2 de enero de 2017.

### Otros participantes
Los siguientes jugadores recibieron una invitación (wild card), por lo tanto ingresan directamente al cuadro principal (WC):
- Andrew Harris
- Alexei Popyrin
- Calum Puttergill
- Brandon Walkin

Los siguientes jugadores ingresan al cuadro principal tras disputar el cuadro clasificatorio (Q):
- James Frawley
- Luca Margaroli
- Nathan Pasha
- Yusuke Watanuki

## Campeones

### Individual Masculino
- Dudi Sela derrotó en la final a  Jan-Lennard Struff, 3-6, 6-4, 6-3

### Dobles Masculino
- Andre Begemann /  Jan-Lennard Struff derrotaron en la final a  Carlos Berlocq /  Andrés Molteni, 6-3, 6-4